# Roger Balian
Roger Balian (Lione, 18 gennaio 1933) è un fisico francese che si occupa di termodinamica quantistica e teoria della misura.
Figlio di un elettricista, immigrato armeno in Francia nel 1920, nacque a Lione nel 1933.
Balian è membro dell'Accademia francese delle scienze. È coautore del Teorema di Balian-Low. 
Balian ha scritto From Microphysics to Macrophysics (ISBN 3-540-53266-8), basato sul suo corso di Fisica statistica tenuto all'École Polytechnique.
Nel 1966 ha ottenuto il Prix Paul-Langevin, premio creato nel 1956 ed attribuito ogni anno, a partire dal 1957, dalla Société française de physique ad un fisico francese che si è particolarmente distinto per i suoi lavori in fisica teorica.